# Fritz van Briessen
Fritz van Briessen (* 16. Juli 1906 in Colmar; † 1987) war ein deutscher Schriftsteller und Diplomat. Von 1961 bis 1962 war er deutscher Botschafter in Japan.

## Leben
Fritz van Briessen war von 1940 bis 1949 Korrespondent der Kölnischen Zeitung in China. Zwischen 1955 und 1963 war er für das Auswärtige Amt in Japan tätig. In den 1970er Jahren war er Vorsitzender der Deutschen Gesellschaft für Ostasienkunde.

## Ehrungen
- 1972: Verdienstkreuz 1. Klasse der Bundesrepublik Deutschland